# John "Deptford" Armitage
John Depford fue un bajista de Hardcore punk y punk rock de la respectivas bandas The Exploited y U.K. Subs.
John "Deptford" Armitage, bajista entre 1985 y 1986 de The Exploited, había pertenecido a la banda Combat 84, una agrupación que contaba con un gran número de skinheads nacionalsocialistas entre sus seguidores pero la banda The Exploited responde que John "Deptford" Armitage también perteneció a UK Subs, cuyo vocalista, Charlie Harper, es reconocidamente antirracista (UK Subs, a pesar de no ser una banda políticamente militante, ha participado en manifestaciones antirracistas, recopilatorios antiguerra, etc.), además de tener padres españoles y antepasados mexicanos. Combat 84 habrán sido patriotas y apolíticos, pero nunca fascistas o neonazis. Su vocalista en los 1980, "Chubby", hoy vive en Corea.

## Discogragía
(Con The Exploited)
- Jesus is Dead
- Live And Loud